# Сизая чайка
Сизая чайка (лат. Larus canus) — вид птиц из семейства чайковых (Laridae).

## Описание
Чайка средних размеров с относительно длинными ногами и узкими длинными крыльями. От крупных белоголовых чаек отличается, кроме размеров, округлой (не угловатой) головой, относительно слабым клювом и отсутствием на нём красного пятна. Взрослая сизая чайка внешне похожа на моевку и достигает величины до 43 — 46 см с размахом крыльев до 120—130 см. Её масса составляет от 300 до 550—586 г. Оперение сизой чайки в летний брачный период имеет белый цвет, а верхняя сторона крыльев — серая. Кончики крыльев — чёрно-белые, клюв и ноги окрашены в жёлто-зелёный цвет. Радужина тёмная, темно-бурая, желто-бурая или светло-бурая, кольцо вокруг глаза оранжево-красное. К зиме на голове и шее появляются серые или бурые пятна или пестрины, как у серебристой чайки. У многих птиц они особенно многочисленны на шее. На клюве часто тёмное предвершинное пятно или узкая тёмная поперечная полоска. Самки и самцы внешне по оперению не отличаются, самки лишь незначительно меньше самцов в размере. Молодые птицы в гнездовом наряде серо-бурые с тёмным клювом. Молодняк обретает окраску оперения взрослой птицы в возрасте трёх лет. Продолжительность жизни сизой чайки может достигать 25 лет. Полет сизой чайки очень элегантный и тихий. Длинные крылья позволяют чайке парить в воздухе.
Защитные формы поведения, как у большинства других чаек: облёты с тревожными криками, пикирование и обливание помётом наземных хищников, других видов птиц и человека при приближении к гнезду; воздушных хищников атакуют в воздухе. Иногда применяют отвлекающие демонстрации.

## Отличия между подвидами
Чайки различаются по внешнему виду, поэтому не всегда можно определить подвид чайки, который не находится в районе её гнездования. Кроме того, canus и heinei демонстрируют подвидовой переход в западной части России, а heinei и kamtschatschensis могут частично совпадать в северо-восточной Сибири. Следующие описания относятся к типичным особям их соответствующих подвидов:
Larus canus canus — номинативный подвид, относительно маленький и лёгкий — во взрослом возрасте птицы весят 290—480 граммов и имеют самое светлое верхнее оперение. Отличается самым слабым и тонким клювом среди всех подвидов, имеет тёмную или тёмно-бурую радужную оболочку глаза. Обитает в Европе, встречается на европейской части России. Зимует в Европе, Северной Африке и Персидском заливе.

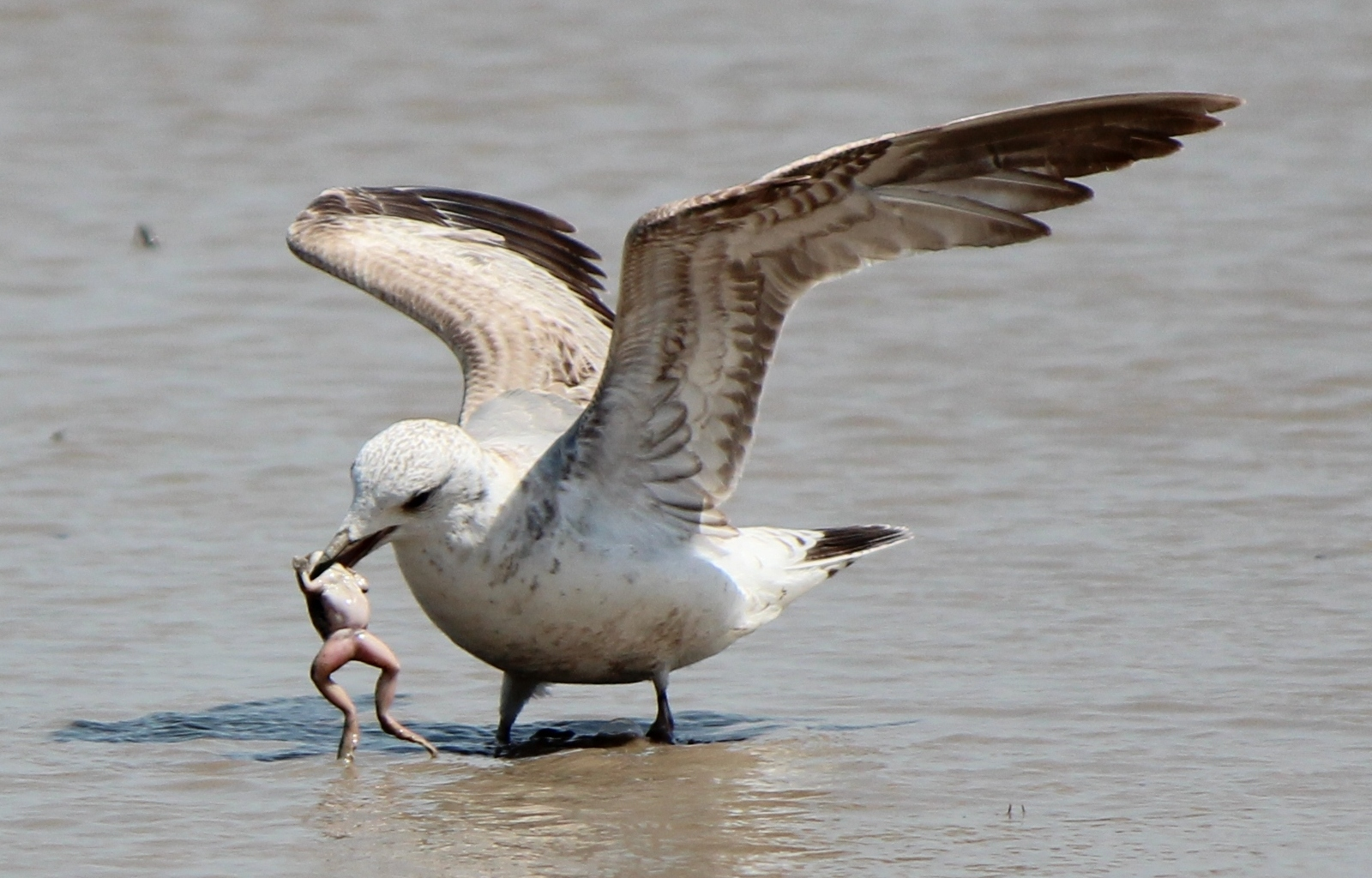
Larus canus kamtschatschensis (молодая птица ест лягушку)

Larus canus heinei (=L.c.major) («русская сизая чайка») — обитает от европейской части России (от Белого моря и южнее) к востоку до центральной Сибири и в Казахстане (при этом зимует также в Европе, на Чёрном, Азовском, Каспийском морях и востоке Китая). Птицы подвида L. c. heinei, как правило, заметно крупнее и мощнее птиц номинативного подвида L. c. canus. Верхняя сторона крыльев темнее, имеют более широкие крылья и более высокий и длинный клюв. Радужина желто-бурая или тёмно-бурая, клюв жёлтый или лимонно-жёлтый, ноги — жёлтые или светло-жёлтые с зеленоватым оттенком. В осенне-зимнем оперении клюв и ноги становятся более зеленоватыми. Клюв часто с тёмным предвершинным пятном или узкой тёмной полоской. Взрослая особь весит 315—550 граммов.
Larus canus kamtschatschensis («камчатская сизая чайка») — самый крупный подвид. Взрослая масса составляет 394—586 граммов. Обитает на востоке Сибири и на Дальнем Востоке, зимует на побережье Восточно-Китайского моря и вокруг Кореи и Японии. Описание L. c. kamtschatschensis во многом повторяет описание L. c. heinei. Представители восточного подвида имеют более тёмное верхнее оперение, чем чайки подвида heinei, с ещё более сильным клювом. Длина тела 40-46 см, размах крыльев 110—130 см.

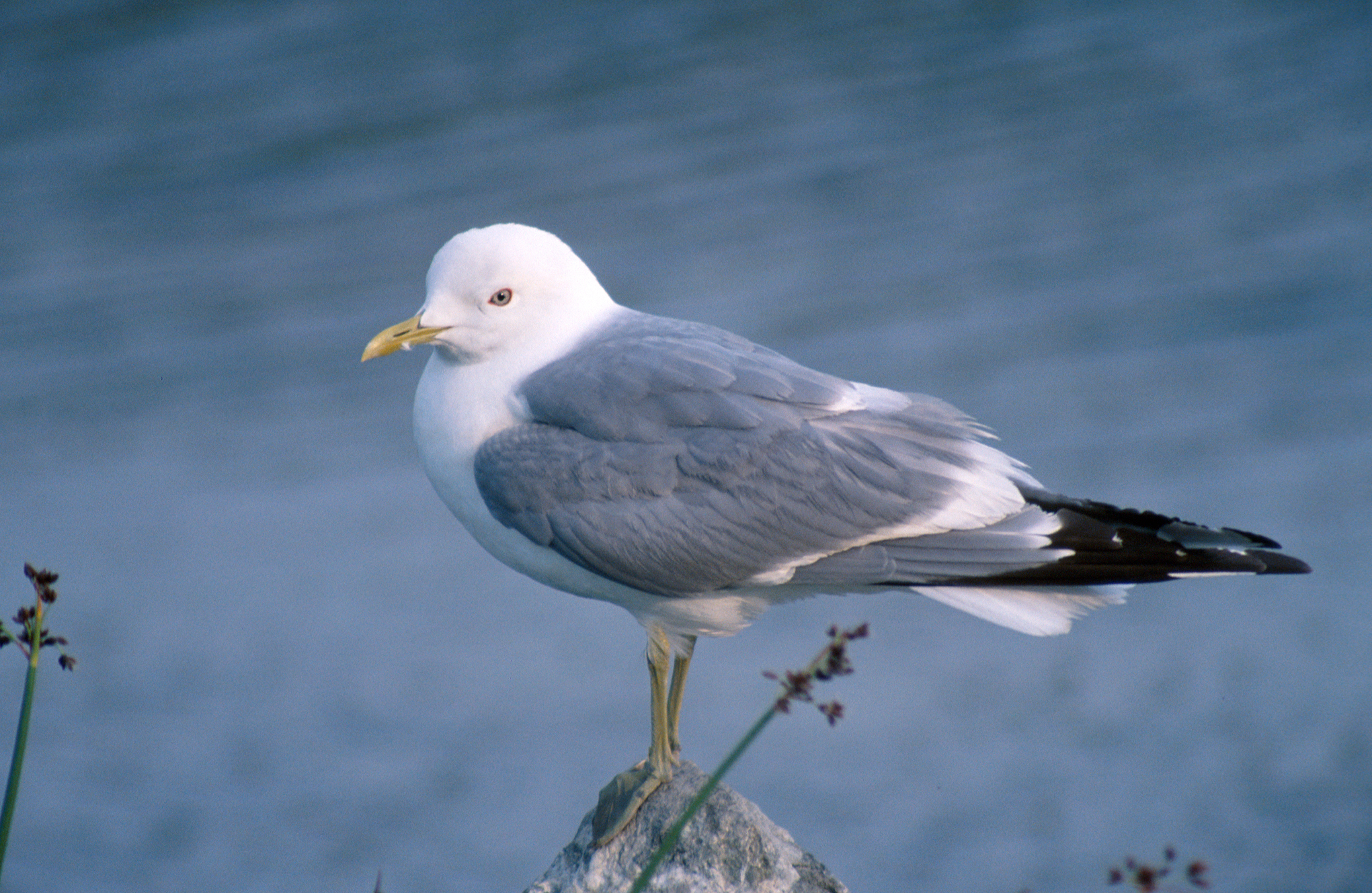
Larus canus brachyrhynchus

Larus canus brachyrhynchus («короткоклювая сизая чайка») обитает в Северной Америке, однако его теперь принято считать самостоятельным видом. Larus c. brachyrhynchus — наиболее короткоклювый подвид, по окраске занимает промежуточное положение между L. c. canus и L. c. heinei и во взрослом возрасте имеет более темную серую поверхность спины и крыльев, чем номинативный подвид. Larus c. brachyrhynchus немного больше L. c. canus, во взрослом возрасте весит 320—500 граммов, имеет светло-бурую или тёмно-бурую радужную оболочку глаза, меньше чёрного цвета на концах крыльев, а также более коричневые пестрины на голове, шее и боках шеи зимой, чем номинативный подвид. Одновременно это самый маленький подвид по численности, составляющий чуть более 10000 особей.

## Вокализация
Голос сизой чайки очень высокий по тональности, пронзительный и визгливый, звучит как «ки-э», «ки-а», «каи-а», «ка-ка-ка», «кия-а», издаваемый в брачный период, а также при опасности, тревоге, сообщении о пище, заботе о птенцах и в других ситуациях. В брачный период чайка также издает односложное, негромкое и звонкое «кли». Громкий крик — основное средство коммуникации между птицами. По окончании брачного периода количество и интенсивность криков резко снижаются.

## Питание

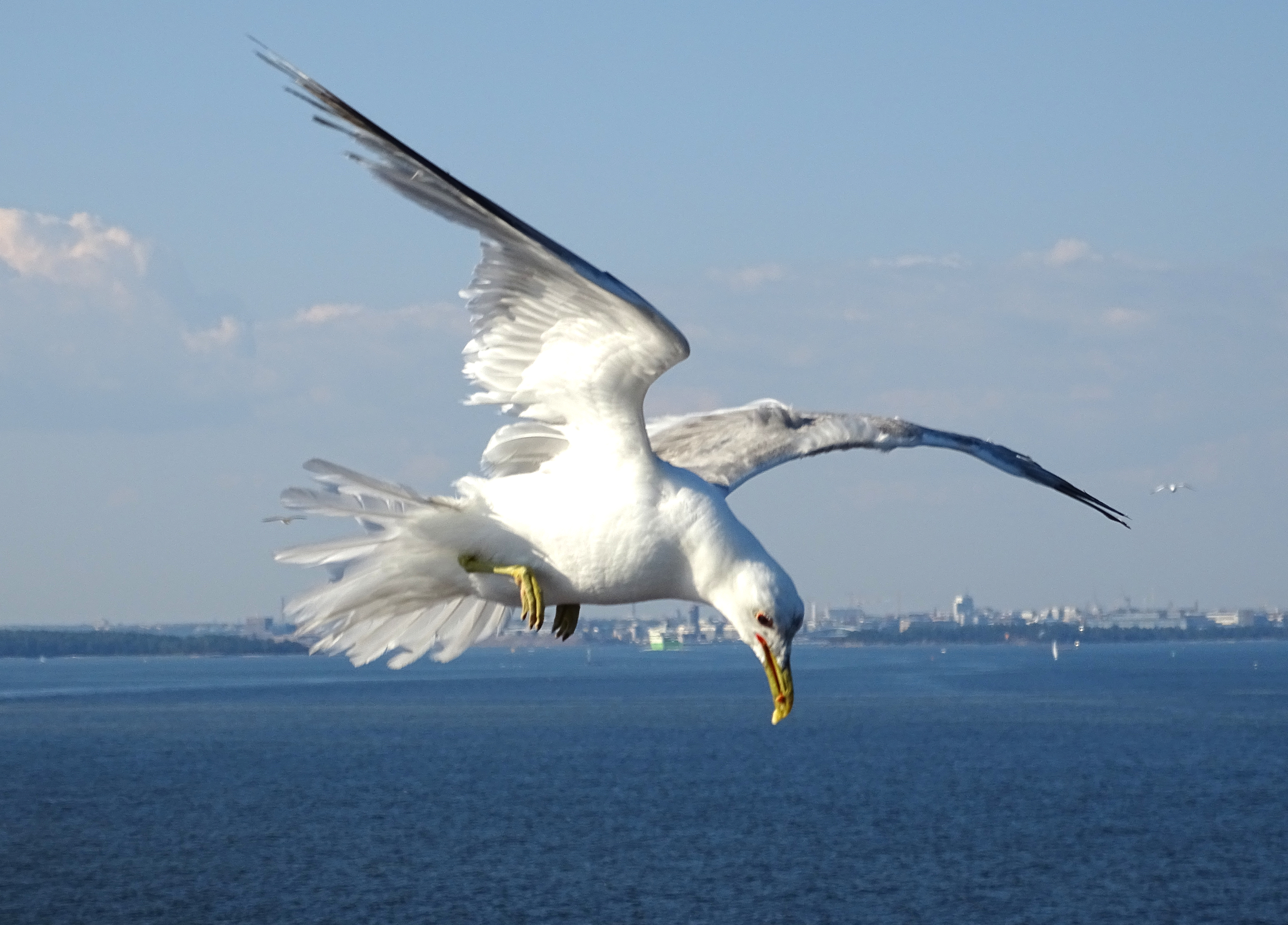
Сизая чайка на рыбалке

К добыче сизых чаек относится прежде всего рыба, но при этом их рацион разнообразен и зависит от местных условий. Охотятся на озёрах, реках, открытом зеркале воды, добывая рыбу у её поверхности, разыскивают корм, плавая или расхаживая по мелководью, опуская голову в воду; высматривают добычу с воздуха и могут нырять за ней до глубины 1 метр как с воды, так и с воздуха. В последнем случае зависают перед броском в воздухе, как крачки. Частый гость на отмелях и илистых побережьях, где они отыскивают мелких крабов, моллюсков, мидий, пескожилов и другую пищу, не отказываясь и от дохлой рыбы, выброшенной на берег приливами. Помимо этого, на суше чайки питаются червями, насекомыми, ягодами, частями растений и пищевыми отходами (остатками мяса, рыбы, мяса птицы, хлебо-булочных изделий). Насекомых хватают в воздухе или собирают на полях и лугах с растений, а также следуя за сельскохозяйственными машинами. Как и озёрные чайки, они обыскивают поля и свалки, выклёвывая всё съедобное. Могут питаться спелыми упавшими яблоками. Занимаются клептопаразитизмом, отнимая корм у ворон, чаек и других птиц, в том числе и у особей своего вида. Хищничают в колониях по сравнению с крупными представителями рода мало, но все же иногда поедают яйца куликов, уток, крачек, а также птенцов мелких птиц. На юге ареала в степях подобно хищникам сизые чайки подолгу сидят на возвышениях, высматривая добычу, или подстерегают мелких грызунов у нор. При вспышках численности саранчи длительное время питаются ей.

## Размножение

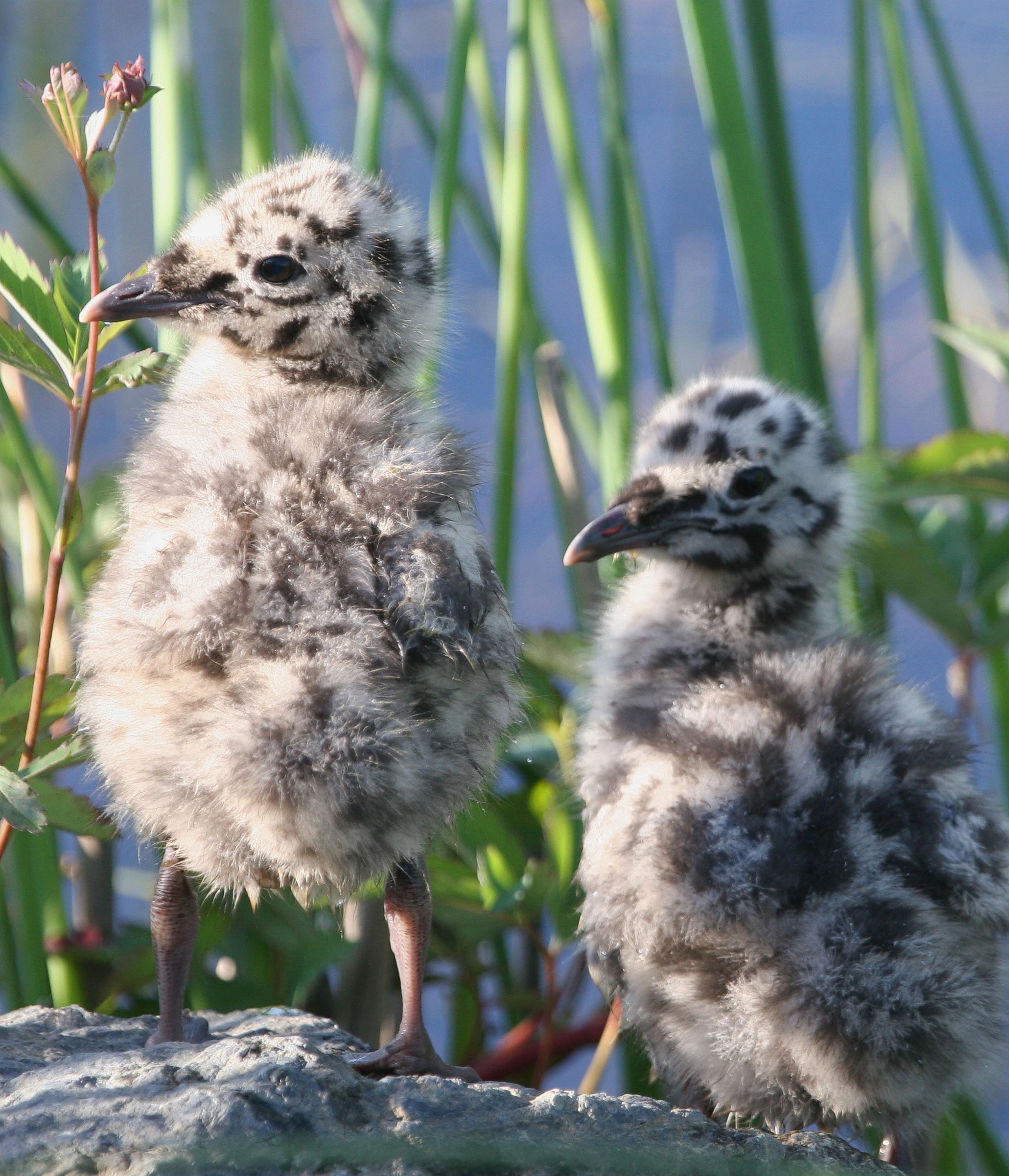
Птенцы сизой чайки

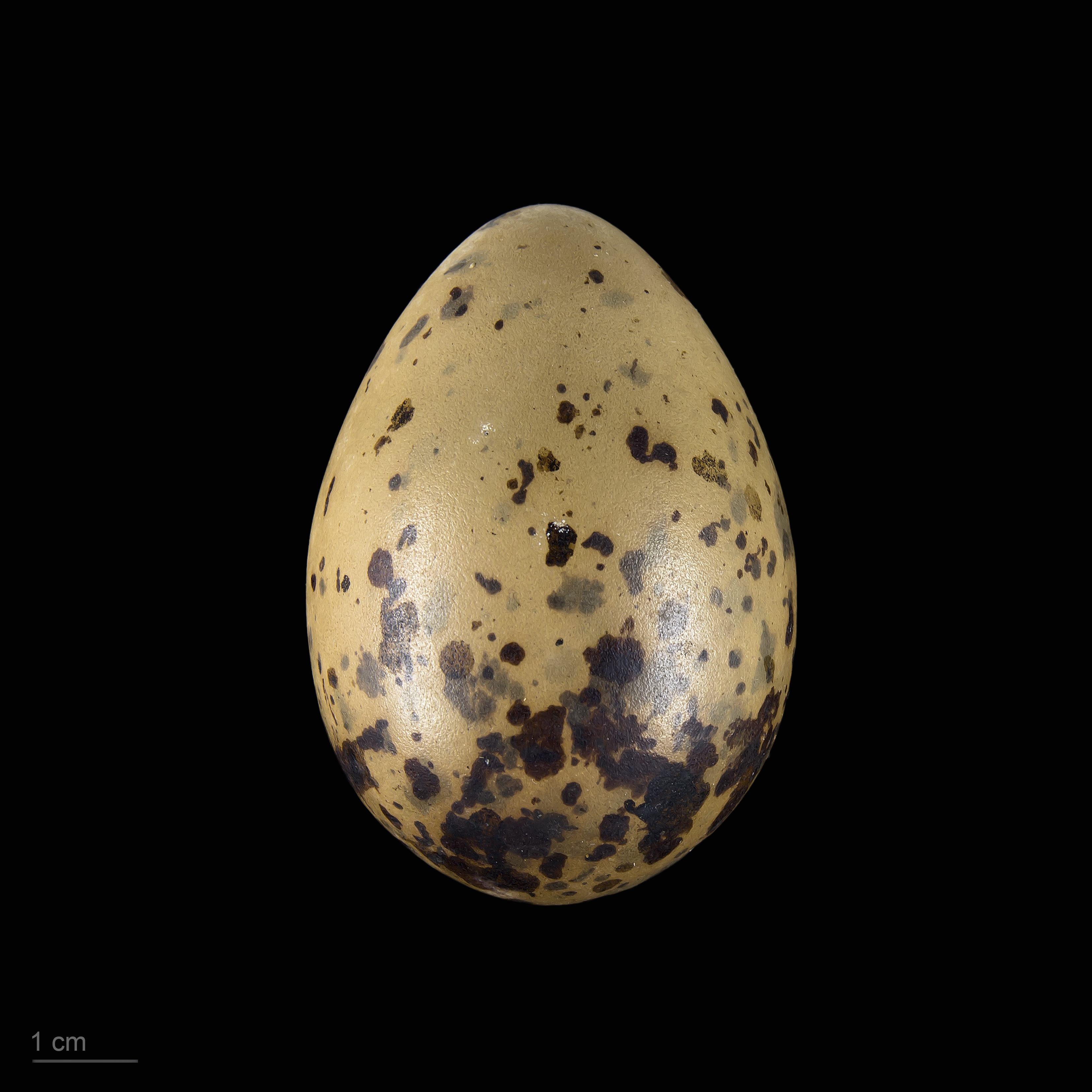
яйцо Larus canus - Тулузский музеум

Сизая чайка — моногам, половая зрелость наступает в возрасте трёх лет. Вскоре после прибытия на места гнездовий начинается брачный сезон, во время которого птицы себя ведут демонстративно — громко кричат, вытягивая голову вперед и приподнимая. Брачный период длится с мая по июль. Сизая чайка гнездится отдельными парами или небольшими колониями. Крупные колонии редки. Хоть самец и самка прилетают с зимовок отдельно, более половины прошлогодних пар восстанавливаются. Новые пары образуются часто между птицами, гнездившимися в прошлом сезоне недалеко друг от друга. Молодые птицы чаще образуют пары между собой. Между самцами случаются поединки на земле за самку: сначала птицы громко и продолжительно кричат, находясь рядом, затем выясняют отношения при помощи клюва, нанося друг другу удары в шею и по корпусу. Самец во время образования пары более активен, он же выбирает и охраняет гнездовой участок. Гнездовой консерватизм развит очень сильно. При отсутствии беспокойства до 90 % чаек селится на прошлогодних гнездовых территориях. У самцов гнездовой консерватизм выражен больше, чем у самок. Зависит он также от возраста птиц: сильнее всего проявляется у особей, гнездившихся на одном месте в течение трех или более лет. Гнезда располагаются на плоских участках, но часто и на небольших возвышенностях (кочках, брёвнах, камнях). Чайки помещают их на островах, берегах или косах у водоёмов, иногда среди густой травы. Нередко гнезда устраиваются на плоских участках скал. Расстояния между гнёздами могут составлять от 5 до 20 м. 

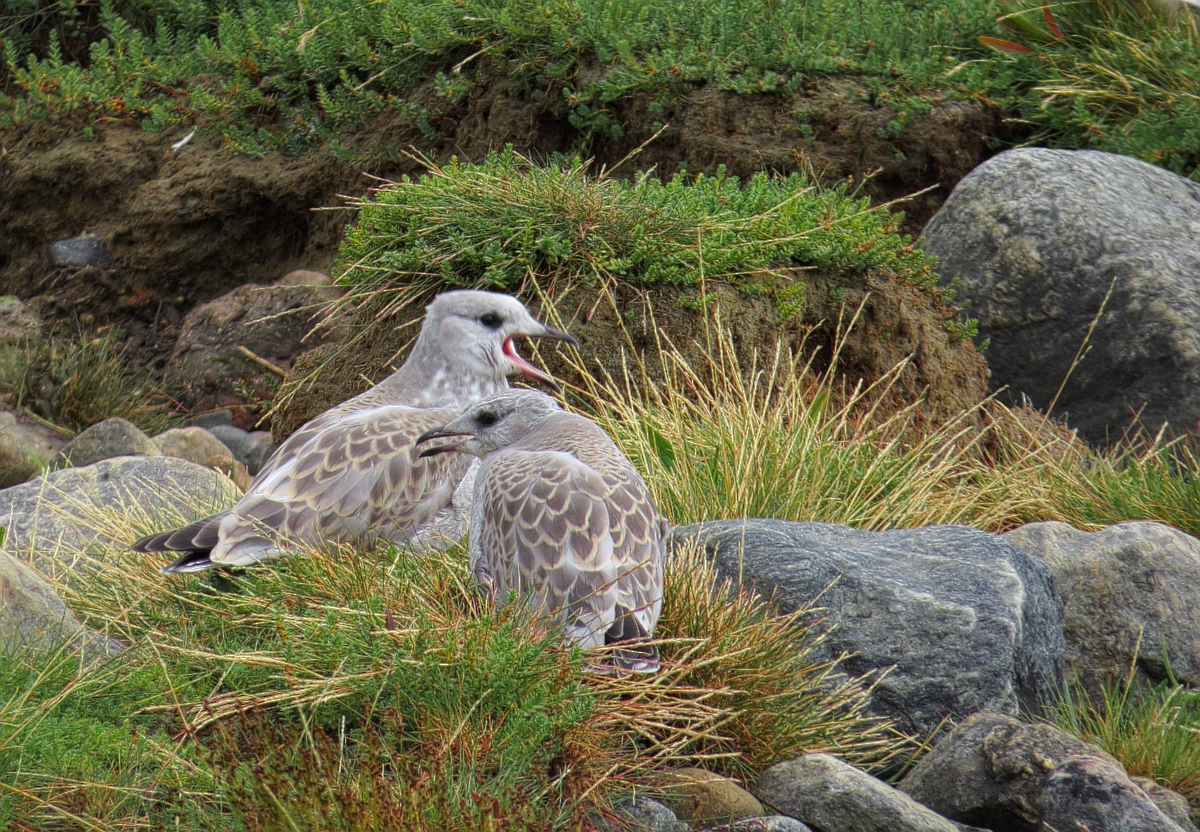
Подросшие птенцы

В континентальной части сизая чайка гнездится также вблизи рек и водоёмов, городов, на пойменных и суходольных лугах, торфяных карьерах, нередко строит гнезда на деревьях и кустах, заброшенных зданиях, на крышах производственных цехов и жилых домов. В гнёздостроении, как и у других чаек, принимают участие оба партнёра. Иногда старые постройки подновляются, ремонтируются и используются в течение нескольких лет. Размеры гнёзд во многом зависят от окружающей их обстановки. На сухих местах это, как правило, невысокие с тонкими стенками и дном постройки, на сырых — толстостенные и высокие сооружения. Гнезда строятся из окружающего строительного материала: мхов и лишайников, водорослей, веточек ивы, стеблей и корневищ злаков, сухих травянистых стеблей и древесных веточек, обломков тростника. Самка откладывает чаще по три яйца в гнездо. Оба родителя насиживают яйца от 24 до 29 дней, пока не вылупятся птенцы. Самки проводят на гнездах больше времени, чем самцы, особенно на первых и последних этапах инкубации. Маленьких пуховичков родители кормят из клюва полупереваренной массой, отрыгивая её на землю, откуда птенцы берут её сами. Спустя четыре-пять недель птенцы начинают летать, но ещё в течение месяца полностью зависят от родителей, которые их поочерёдно кормят и присматривают за ними. В это время, завидев родителей, подросшие птенцы сидят, ходят, вытягивая голову вперед, или летают за ними и своеобразно скулят (пищат). Птенцы растут быстро и через 3 - 3,5 месяца после рождения достигают размера взрослой птицы.

## Распространение

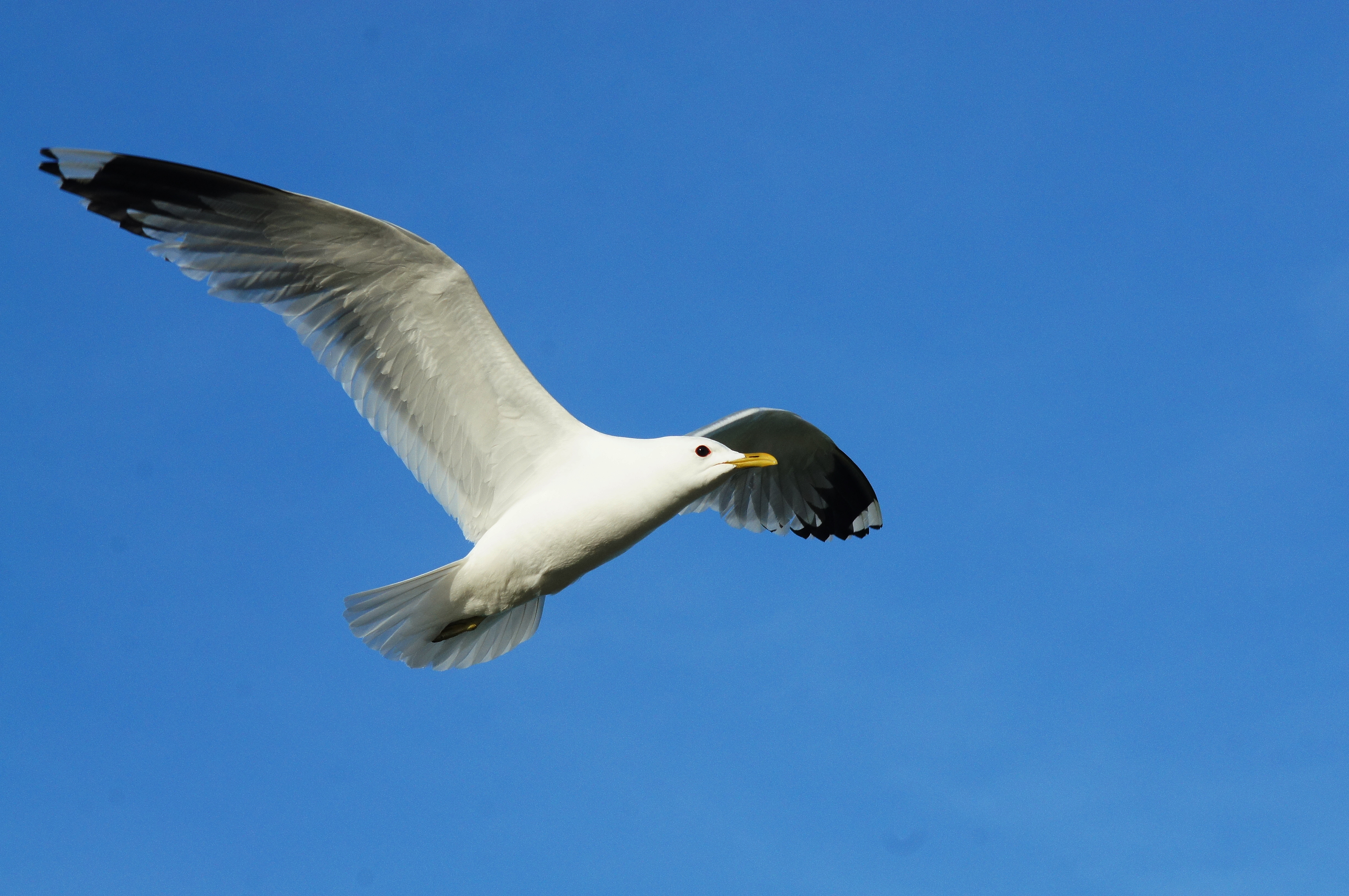
Сизая чайка в полёте

Перелётный и кочующий, факультативно-колониальный, диффузно гнездящийся вид, основная часть европейского ареала лежит к северу от 50° северной широты. Плотность населения чаек довольно высока в Северной и Центральной Европе. В Северной Америке обитает в северо-западной части материка: на восток — до Великих озёр и 110° в. д., на юг — до побережий Британской Колумбии. Сизая чайка зимует, главным образом, у побережья морей и океанов в северном полушарии, на косах и мелководьях, а гнездится у внутриконтинентальных водоёмов в Евразии и Северной Америке, предпочитая лесные реки, озера, водохранилища и болота, не избегает, однако, и морских побережий и прибрежных островов. В последние годы наблюдается тенденция к освоению антропогенных биотопов: карьеров, рыборазводных прудов, строений человека и городских пространств. Гнездовой ареал охватывает, в основном, северную часть лесной зоны Голарктики. Лишь в некоторых регионах (север Скандинавии, Мурманское побережье России, побережье Аляски) он выходит за пределы лесной зоны в лесотундру и тундру, а в северной части Казахстана, на юге Западной и Восточной Сибири ареал гнездования выходит в степную зону и даже зону полупустынь (у степных и полупустынных озёр). В России гнездится от Мурманского побережья и стран Прибалтики до низовий Анадыря и берегов Камчатки. До арктического побережья сизая чайка не долетает (кроме Баренцева моря). В северной и средней полосе первые птицы прилетают на места гнездовий в конце марта, а основная масса в начале-середине апреля. Начало осеннего отлета на зимовку начинается с начала августа, когда происходит массовый отлет, и длится до конца ноября. Все птицы улетают с установлением отрицательной температуры воздуха и зимней погоды. Во время пролёта чайки движутся обычно медленно, с длительными остановками на отдых и кормежку. В это время они связаны в основном с литоральной зоной побережий или с крупными внутренними водоемами. Часто концентрируются в местах скопления корма: на свалках у городов, полях, садах, у фермерских хозяйств. Пролетая над континентальными районами, чайки придерживаются, как правило, речных долин, но могут двигаться и напрямик через водоразделы широким фронтом. Зимуют у восточных побережий Атлантики, вокруг Европы — от западных берегов Баренцева моря, северной Скандинавии и побережий Балтики до Средиземноморья и Северной Африки. Область зимовки на африканском побережье на восток простирается от Гибралтара до Египта, на юг — до 20° с. ш., изредка встречается на Канарских островах. Небольшое число птиц проводит зиму во внутренних районах Европы, — в районе Швейцарии, Австрии и Чехии, а также на Чёрном, Азовском и Каспийском морях. Часть птиц на зимовку мигрируют на побережье Персидского залива и к берегам Пакистана. В восточной части ареала в это время года встречается у берегов Сахалина, на юге Приморья, а также южнее — до Японии, Кореи и восточного побережья Китая. На восточном побережье Тихого океана сизая чайка зимует от южной оконечности острова Ванкувер (Канада) до южной Калифорнии.

## Галерея

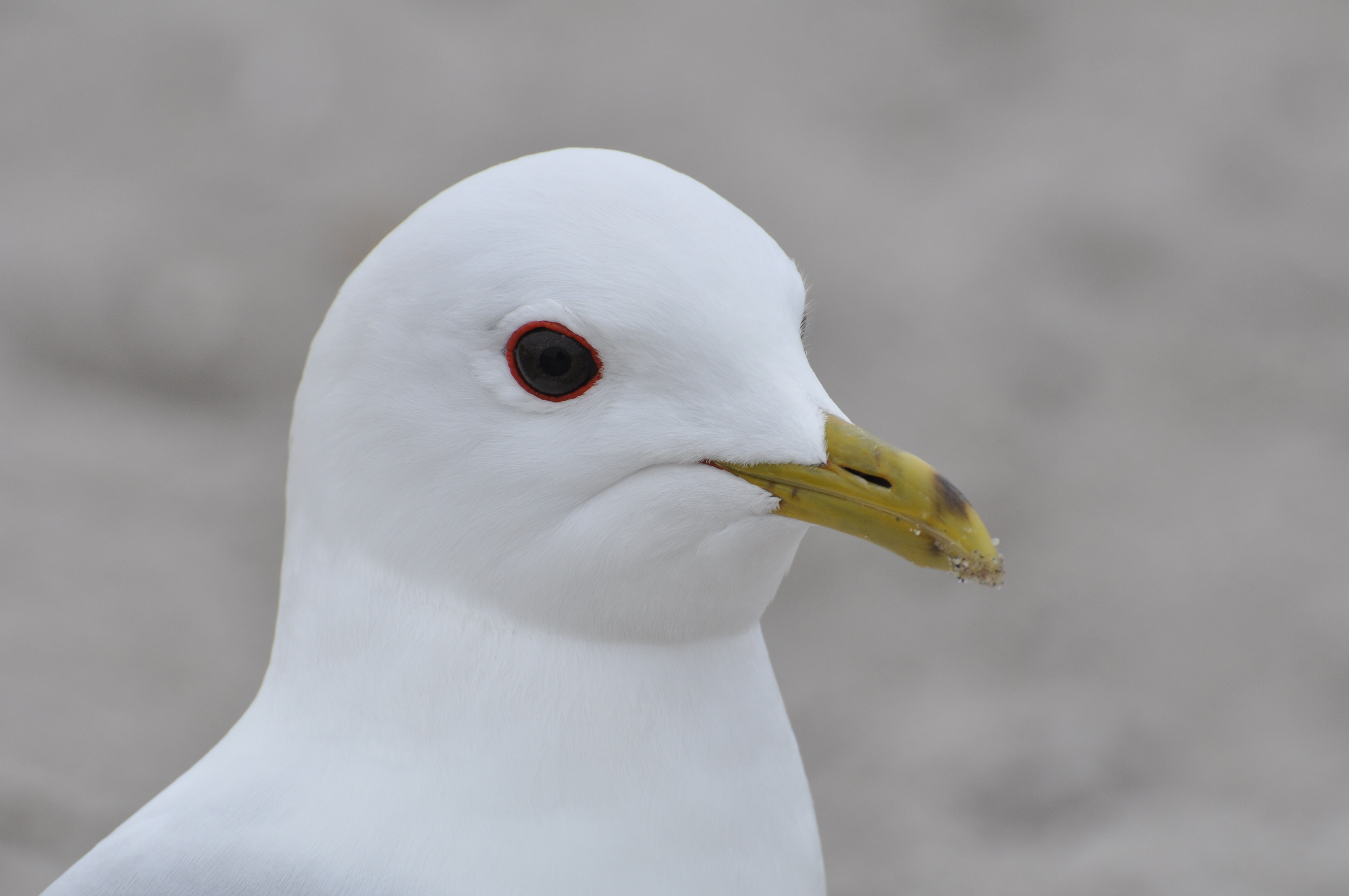
Larus canus canus
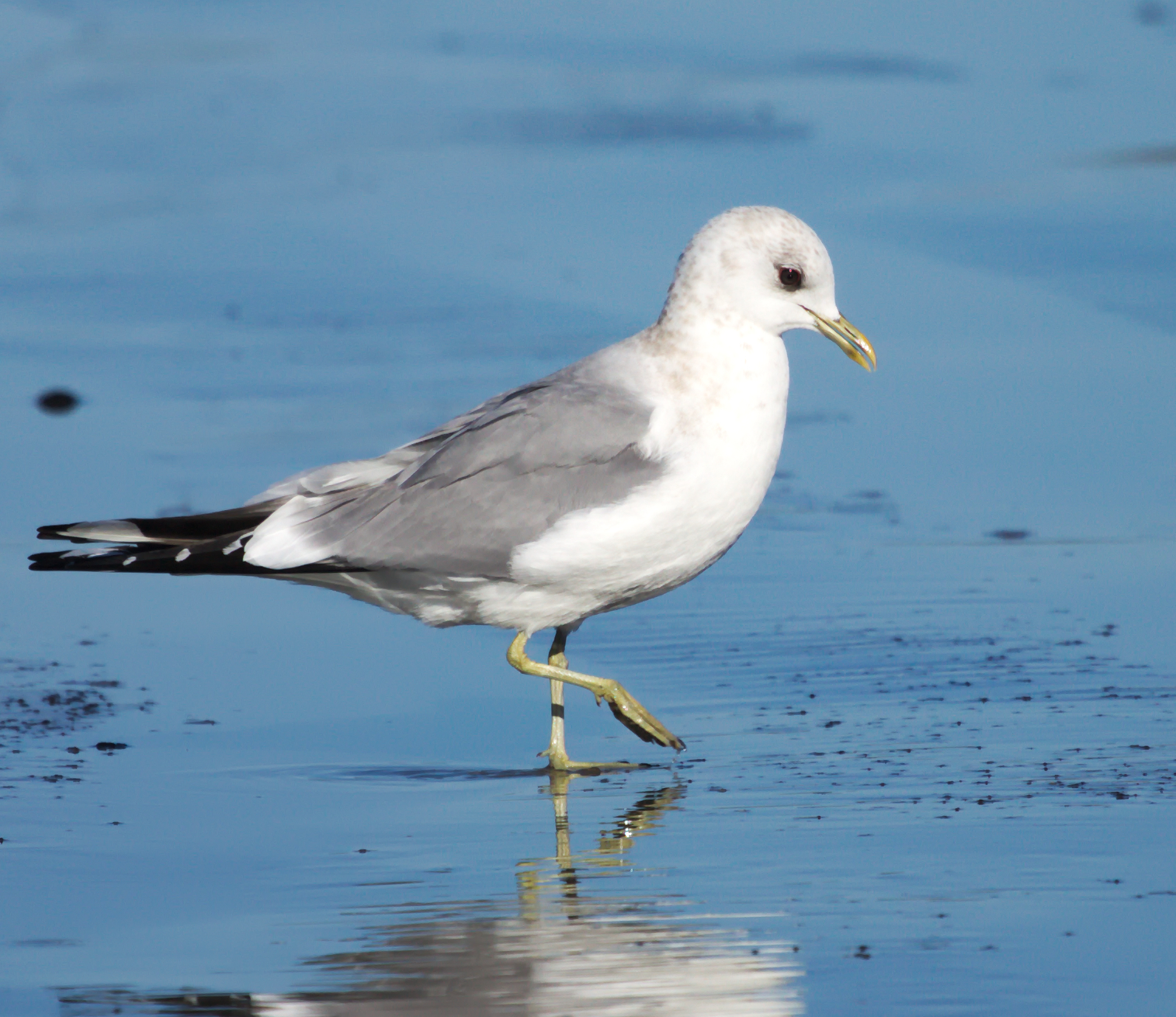
Larus canus brachyrhynchus зимой
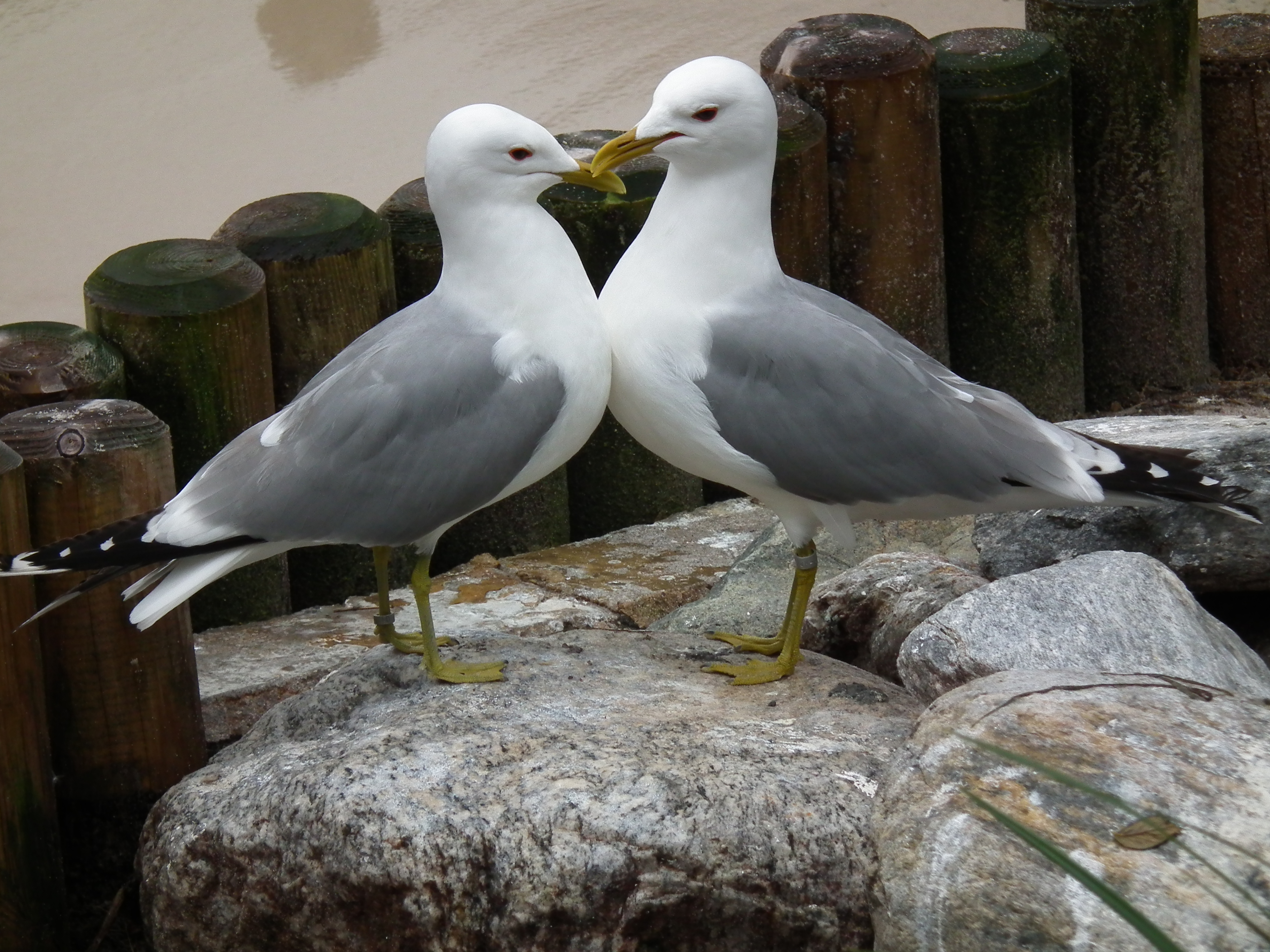
Сизые чайки (подвид Larus canus canus)
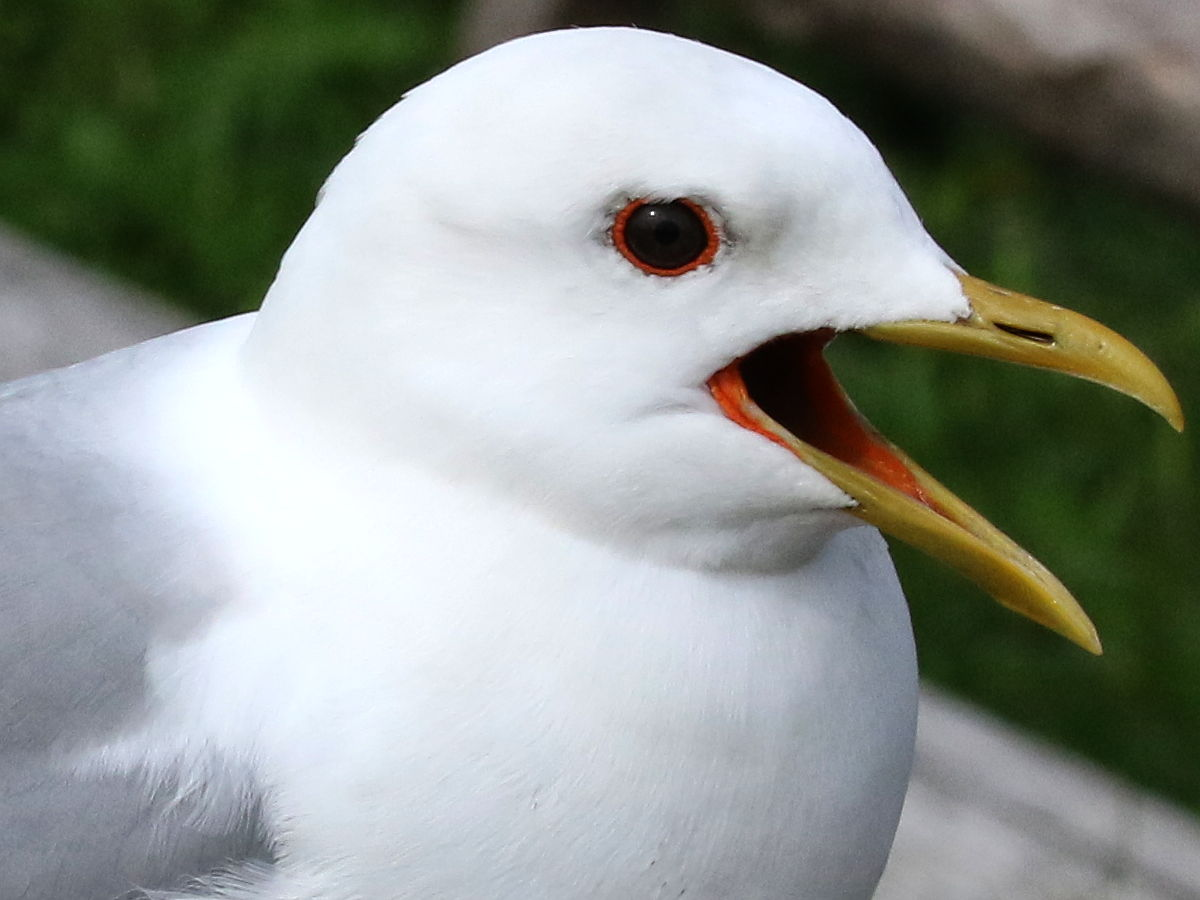
Larus canus canus
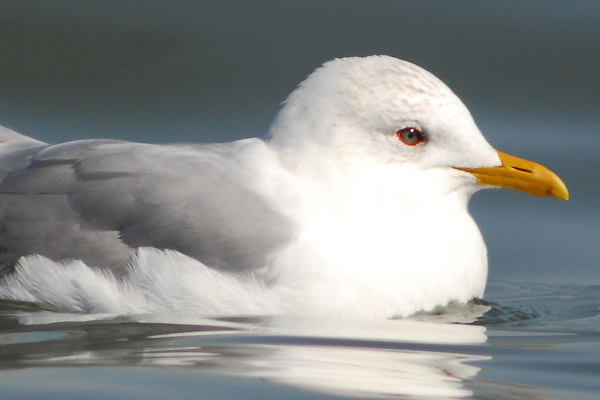
Larus canus kamtschatschensis
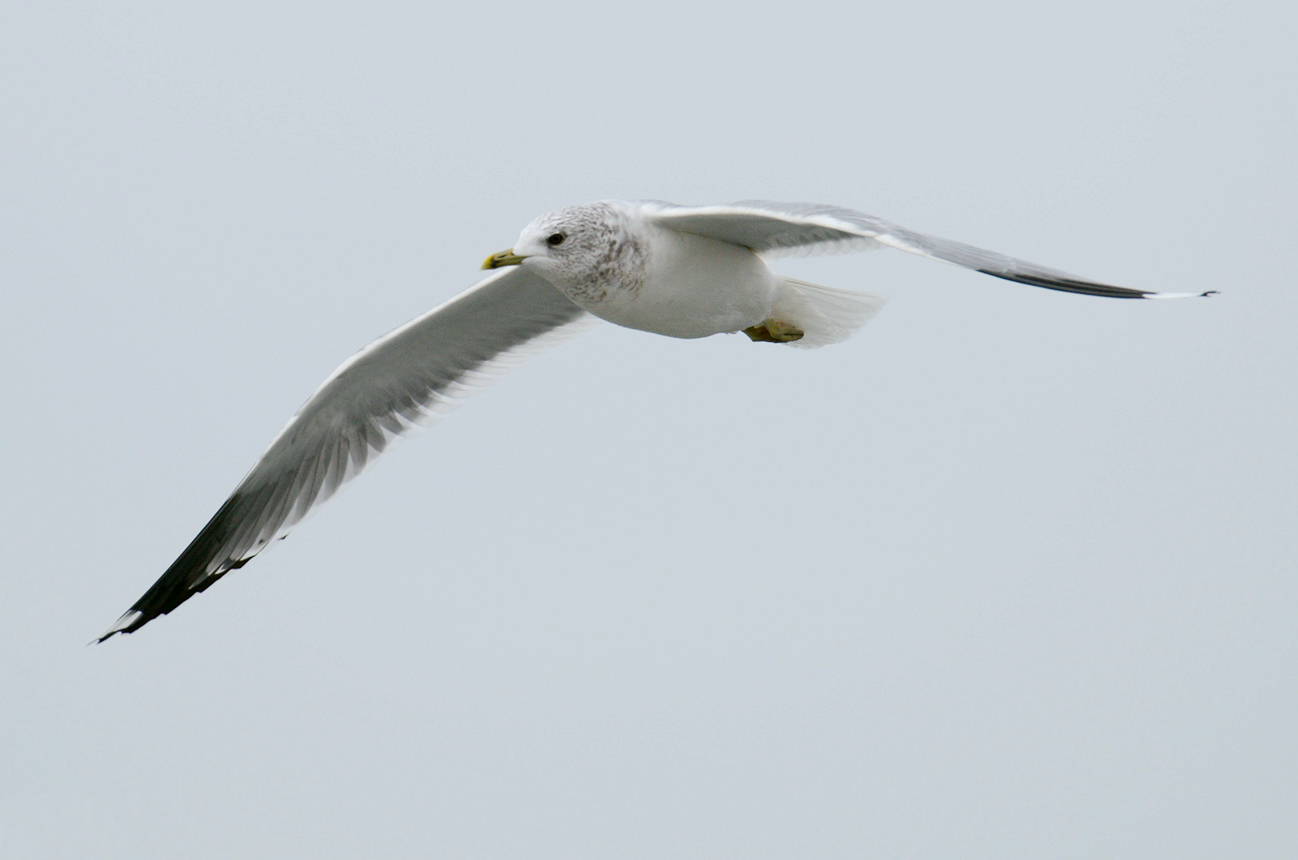
Larus canus kamtschatschensis в зимнем оперении
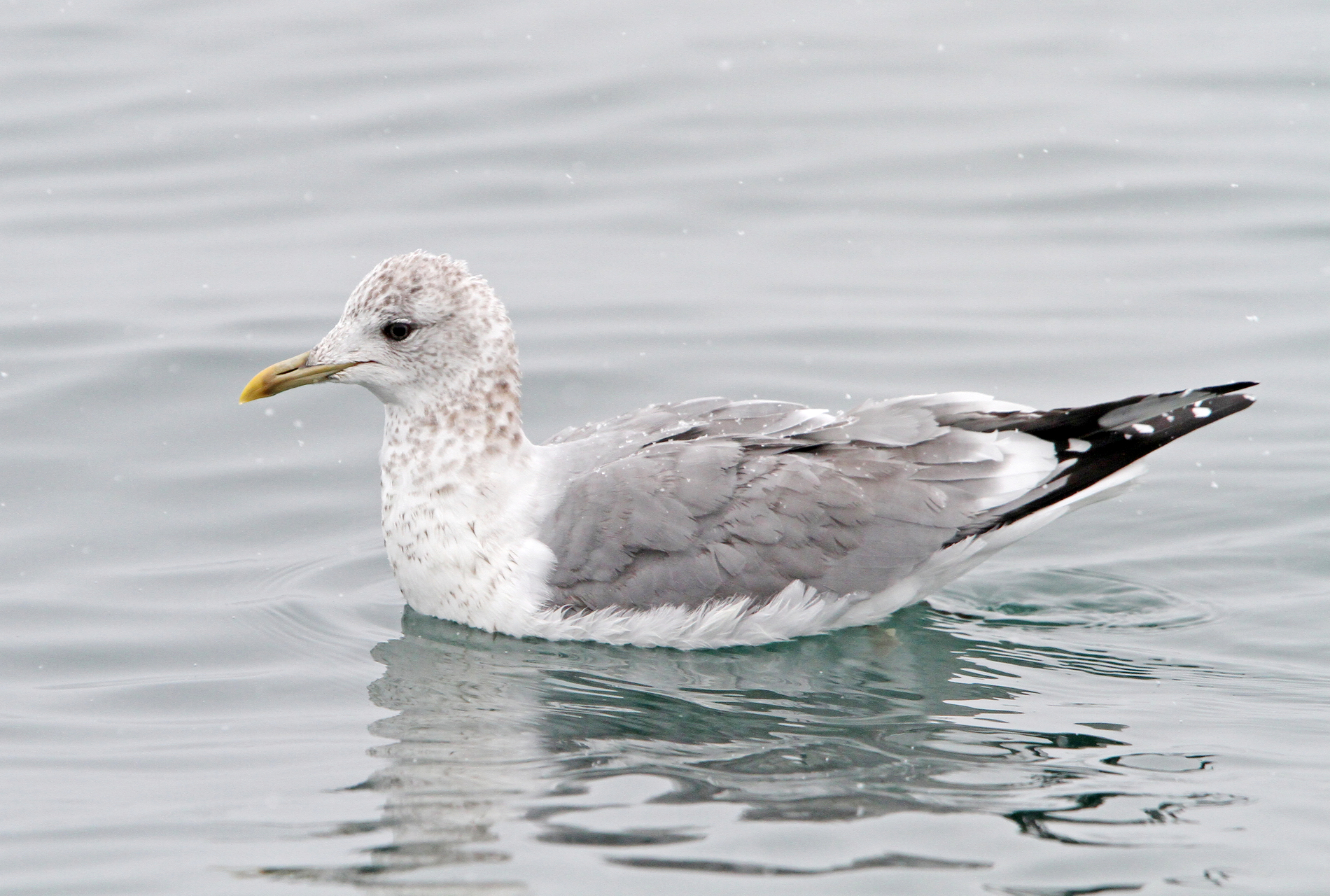
Larus canus kamtschatschensis зимой
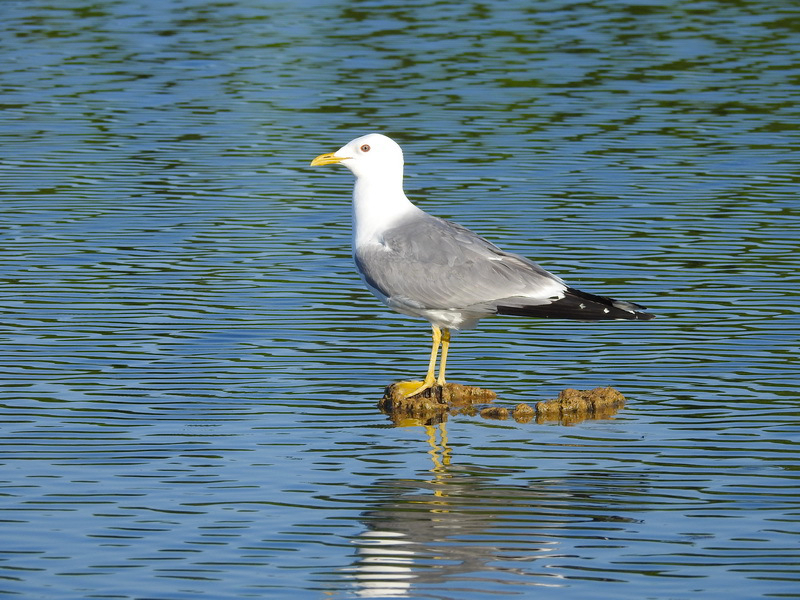
Larus canus heinei
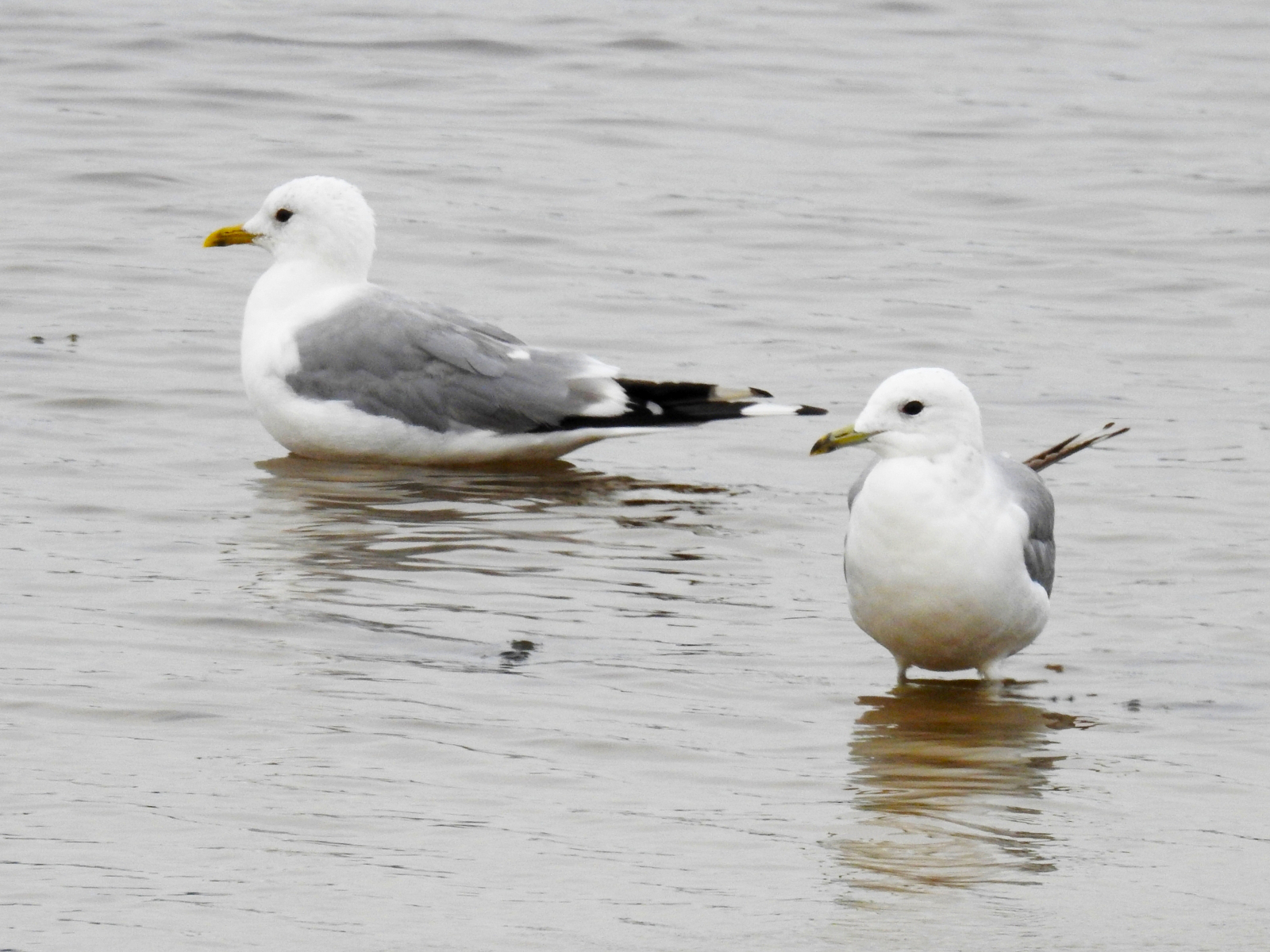
Larus canus heinei
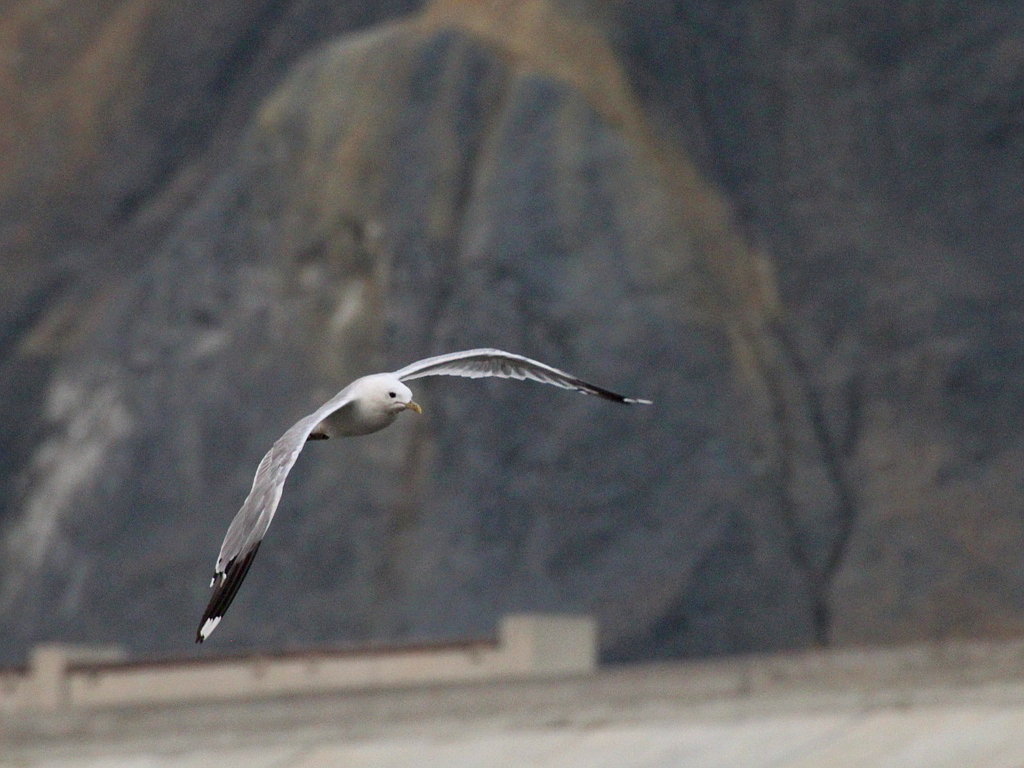
Larus canus heinei
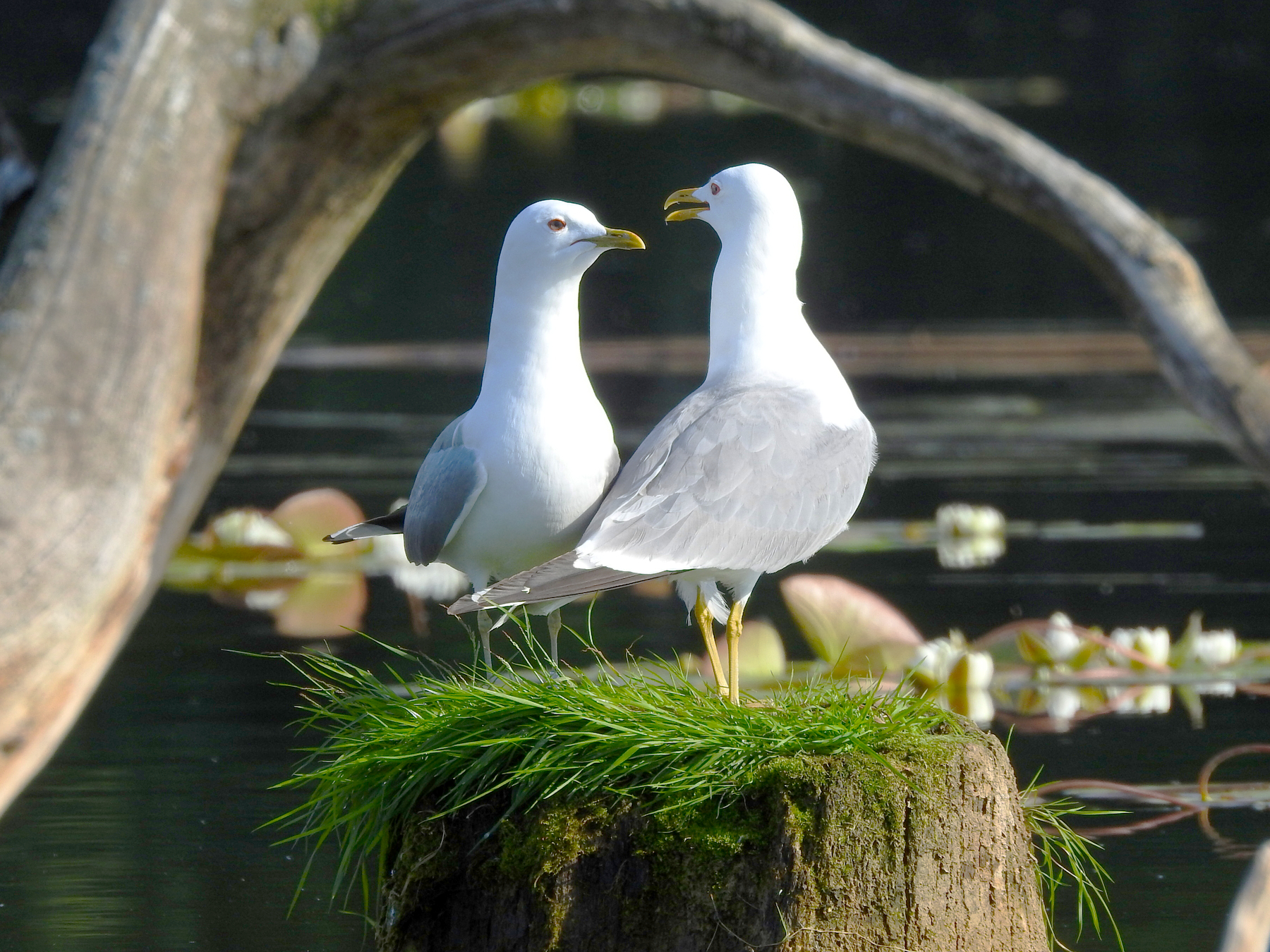
Larus canus heinei

## Классификация
Международный союз орнитологов выделяет 3 подвида сизой чайки:
- Larus canus canus
- Larus canus heinei
- Larus canus kamtschatschensis

Подвид Larus canus brachyrhynchus был выделен в отдельный вид Larus brachyrhynchus.